# 大隈英麿
大隈 英麿（おおくま ひでまろ、安政3年9月11日（1856年10月9日） - 1910年（明治43年）5月14日）は、明治時代の教育者、政治家。東京専門学校（早稲田大学の前身）初代校長（1882年 - 1886年）や衆議院議員を務めた。陸奥盛岡藩主南部家に生まれ、一時期は大隈重信の婿養子になったが、後に離縁した。

## 誕生から留学
1856年10月9日（安政3年9月11日）、第14代盛岡藩主南部利剛の次男として盛岡城内に生まれる。幼名（初名）は剛建。1870年（明治3年）、14歳のときに姉・郁子の夫である華頂宮博経親王に従って渡米する（従者に五十川基）。現地の小・中学校を経てダートマス大学へ入学して天文学を専攻、のち指導教授の転任に伴いプリンストン大学に移り、数学を修めた。卒業時に得た学位は理学学士。1874年（明治7年）にはアナポリスの海軍兵学校へも入学している。1878年（明治11年）に帰国する。

## 大隈家入り
帰国後に大隈重信の長女・熊子と結婚し、大隈家の養嗣子となる。内務省地理局（現・気象庁）や外務省に勤務したが、明治十四年の政変により、養父の重信と共に下野する。翌1882年（明治15年）の東京専門学校開校にあたって初代校長に就任し、10月21日の開校式においては「開校の詞」を朗読、校長として「学の独立」を謳う開校宣言を行った。
なお、重信は当初、英麿が留学時代に得た学識を活用して、理科系の学校を興そうと考えていたが、同志との協議の結果、政治経済や法律を教授する学校の設立に方針転換したという。その上理学科は入学者が少なく、設置後数年で廃されている（現在の早稲田大学理工学術院の直接の源流は、1908年（明治41年）に置かれた理工科とされている）。
1887年（明治20年）8月、校長の地位を辞して、仙台に新設された第二高等中学校の教諭として東北の地に赴任する。翌1888年（明治21年）9月には東京高等商業学校教諭に任じられ、英語と理化学とを教える。1891年（明治24年）9月に、再び東京専門学校の講師に迎えられ、英語を講じる。1896年（明治29年）には早稲田尋常中学校を重信らと共に設立、初代校長に就任する。1901年（明治34年）に設立された早稲田実業中学の初代校長をも兼任する。当時生徒であった権田保之助は「極めて温厚な紳士であった」と評している。
他方、1898年（明治31年）には第5回・第6回衆議院議員総選挙に郷里の岩手県から立候補し、進歩党所属で当選、1902年（明治35年）の第7回総選挙でも憲政本党に属して当選し、一時は教育者と政治家の二束の草鞋を履いていた。

## 離婚・復籍
1902年9月、英麿は熊子と離婚して大隈家を去り、早稲田の学園に関する職も全て辞して南部家に復籍した。その経緯について、9月20日付の『報知新聞』は「不良の知人に欺かれて多額の債務を負」ったと記し、原敬（旧盛岡藩の家老職の出である）もその日記（『原敬日記』）の同年9月13日の段に、離縁のことで南部家の関係者と相談した際の詳細を書き残している。それによれば、英麿が他人の負債（2万円の金額）の保証人となったことが離縁の原因であり、新聞で報じられた内容とほぼ一致する（同時期の夏目漱石の年俸が大学・高校の教員の給与を合わせても1500円であり、2万円は莫大な金額だった）。英麿の連座による負債騒ぎは3度目で、原はこの一件の遠因を英麿の「柔弱」な性格が招いたものと評しており、「将来無頼の徒と交際を絶つ事を忠告」している。
復籍後の英麿は分家して平民となり（負債などの問題が本家に及ぶのを避けるためか）、故郷の盛岡に戻って教職に就いて暮らした。晩年、早稲田大学が理工科を設置したことを聞いた際、非常に喜んだと伝わる。 1910年（明治43年）5月14日に54歳で没し、南部家菩提寺の聖寿禅寺に葬られた。